# Herbert James Gunn

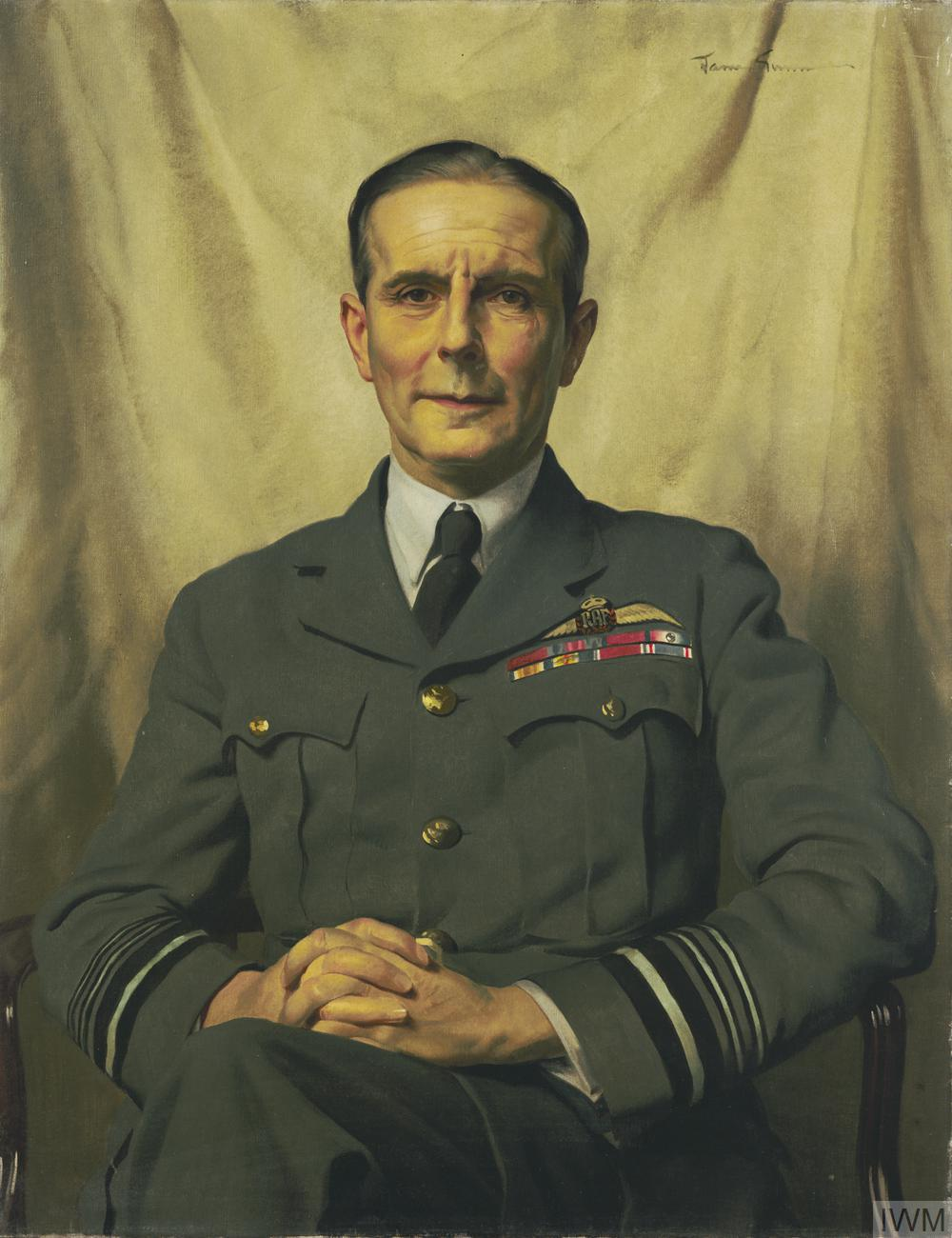
Air Marshal Sir Philip Joubert de la Ferté, KCB, CMG, DSO (1940) av Gunn.

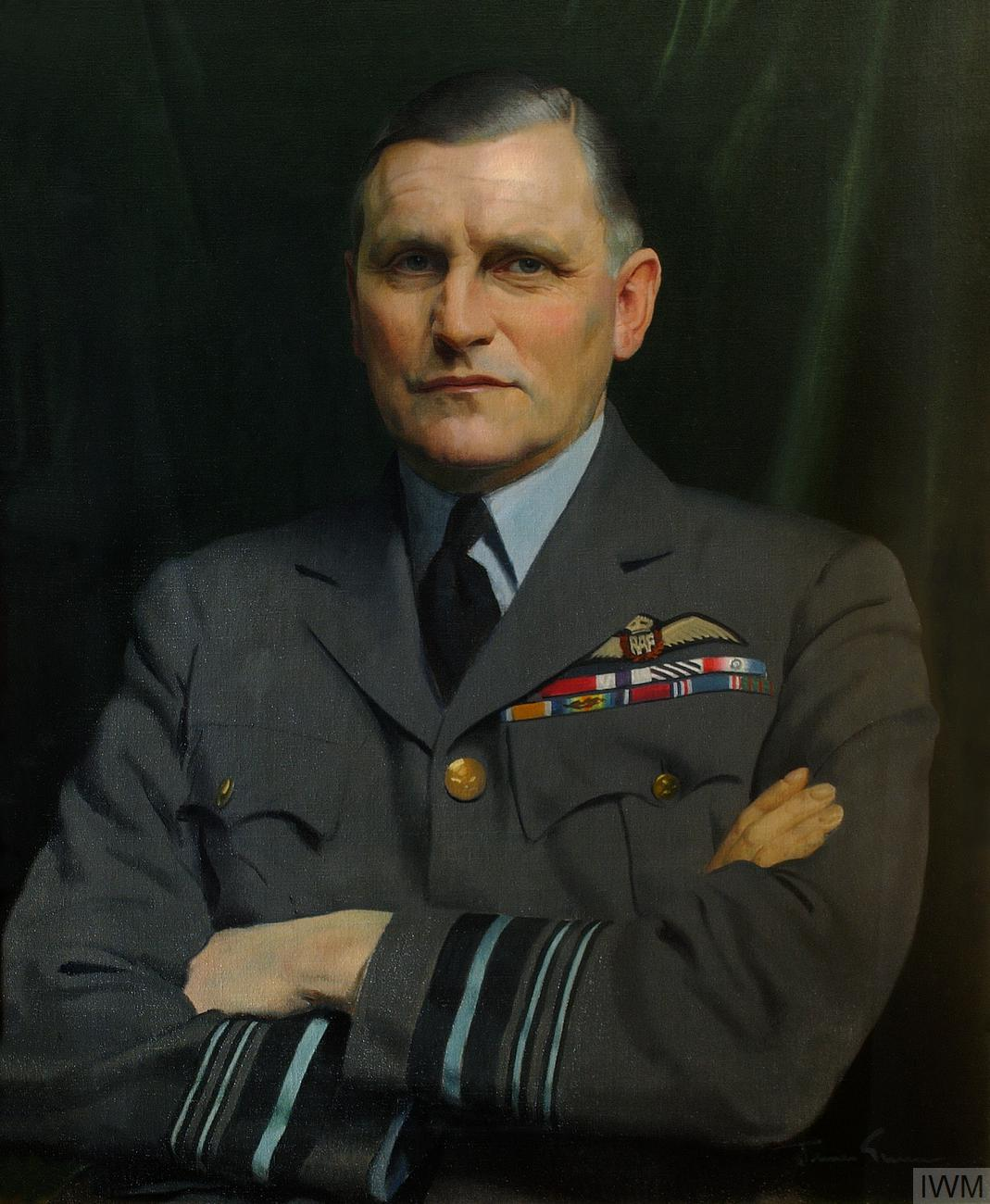
Air Marshall W Sholto Douglas, CB, MC, DFC (1940) av Gunn.

Sir Herbert James Gunn, född 30 juni 1893 i Glasgow, död 30 december 1964 i London, var en brittisk (skotsk) landskaps- och porträttmålare.

## Biografi

### Utbildning
Gunns föräldrar var Richard Gunn, en textilhandlare, och Thomasina Munro. Han studerade vid Glasgow School of Art och Edinburgh College of Art. År 1911 flyttade han till Paris för att studera under Jean-Paul Laurens vid Académie Julian. Gunn bosatte sig i Spanien under en period innan han flyttade till London, där han mestadels målade landskapsmotiv. Vid första världskrigets utbrott anslöt sig Gunn till Artists Rifles. Han tjänstgjorde i Frankrike och fann en vän och framtida mecenat i Edward Grindlay. Gunn fortsatte att måla under kriget. En av hans målningar föreställer militära trupper under kvällen för slaget vid Somme.

### Karriär
Gunn inledde sin karriär som landskapsmålare och ställde ut sina målningar på flera platser. Under 1920-talet började han ägna sig åt porträttmåleri och efter 1929 målade han uteslutande porträtt. I november 1939 fick han tre porträttbeställningar från War Artists' Advisory Committee.
Under andra världskriget bodde Gunn med sin familj i Carsethorn, en kuststad i Kirkcudbrightshire.
År 1953 målade han ett porträtt av drottning Elizabeth II, som idag finns i Royal Collection. Andra anmärkningsvärda porträtt utförda av Gunn föreställer kung Georg V, Agnes Catherine Maitland och Harold Macmillan.
Gunns verk är idag utställda på en rad museer och gallerier i Storbritannien. Gunn utsågs till ordförande i Royal Society of Portrait Painters 1953. Han innehade denna befattning till sin död. Han utsågs även till medlem av Royal Academy of Arts 1953 och blev akademiledamot 1961. Gunn adlades 1963.

### Privatliv
Gunn gifte sig med Gwendoline Thorne 1919. Paret hade tre döttrar. Gunn skilde sig från sin första hustru när hon lämnade honom för Sir Arthur Whinney. Gunn gifte sig för andra gången med Pauline Miller, som han fick en son och en dotter med. Pauline satt modell för en rad av hans målningar. Efter Gunns död 1964 hölls en dödsmässa i Church of the Immaculate Conception på Farm Street i London i januari 1965.